# Xian autonome li de Ledong
Le xian autonome li de Ledong (乐东黎族自治县 ; pinyin : Lèdōng lízú Zìzhìxiàn) est un district administratif de la province chinoise insulaire de Hainan. Il est administré directement par la province.

## Démographie
La population du district était de 468 834 habitants en 1999.